# پوشکینو، استان مسکو
شهر پوشکینو، اوبلاست مسکو (به روسی: Пушкино) در کشور روسیه و در اوبلاست مسکو واقع شده‌است.